# 2006年臺灣
|        | 臺灣歷史 \| 台灣歷史年表 |
| 世纪： | 20世纪臺灣 \| 21世纪臺灣 \| 22世纪臺灣 |
| 年代： | 1970年代臺灣 \| 1980年代臺灣 \| 1990年代臺灣 \| 2000年代臺灣 \| 2010年代臺灣 \| 2020年代臺灣 \| 2030年代臺灣                                           |
| 年份： | 2001年臺灣 \| 2002年臺灣 \| 2003年臺灣 \| 2004年臺灣 \| 2005年臺灣 \| 2006年臺灣 \| 2007年臺灣 \| 2008年臺灣 \| 2009年臺灣 \| 2010年臺灣 \| 2011年臺灣 |
| 纪年： | 丙戌年（狗年）、中華民國95年 |

## 政府

### 國家正副元首

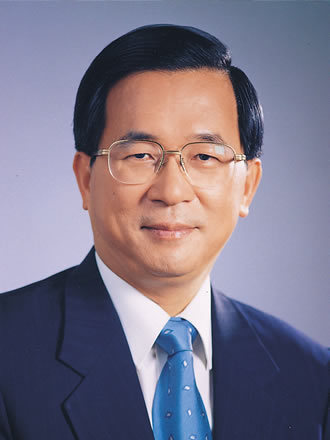
總統：陳水扁
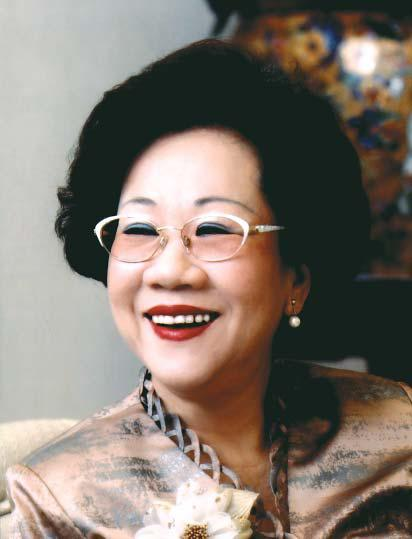
副總統：呂秀蓮

### 五院首長

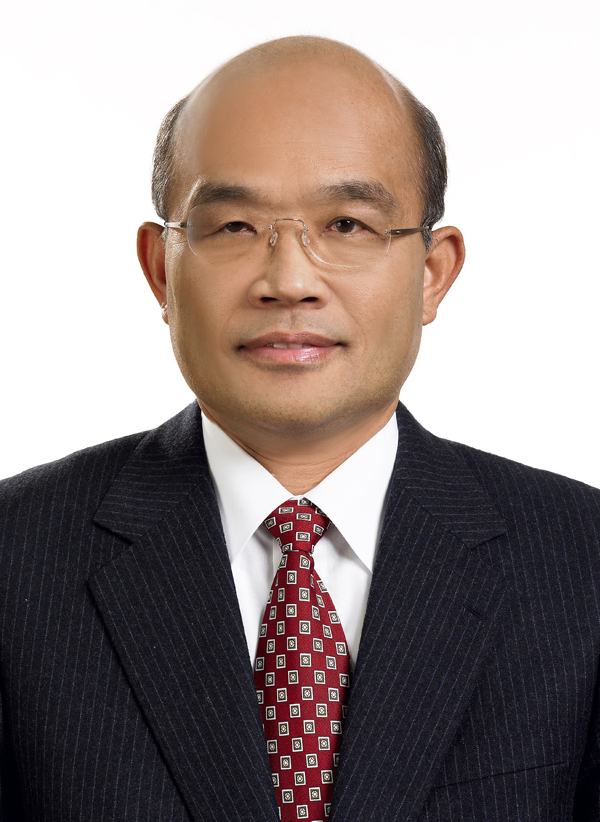
行政院院長：蘇貞昌
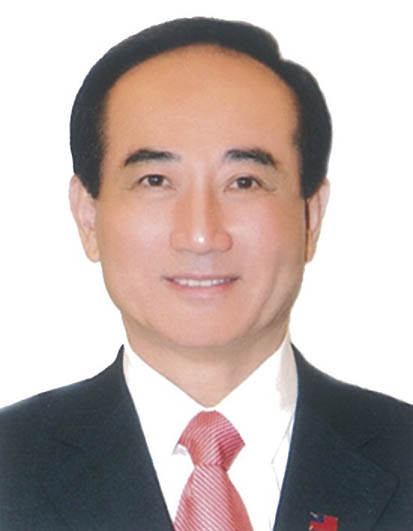
立法院院長：王金平
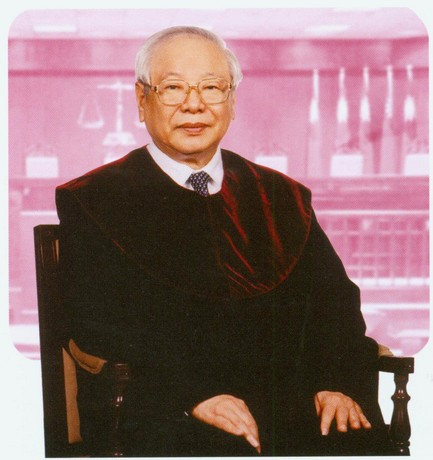
司法院院長：翁岳生
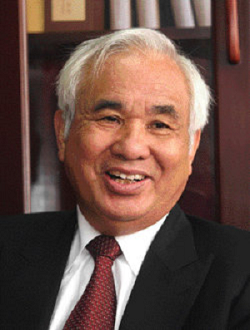
考試院院長：姚嘉文

### 省政府主席

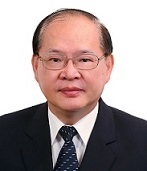
臺灣省政府主席：鄭培富（秘書長代理）
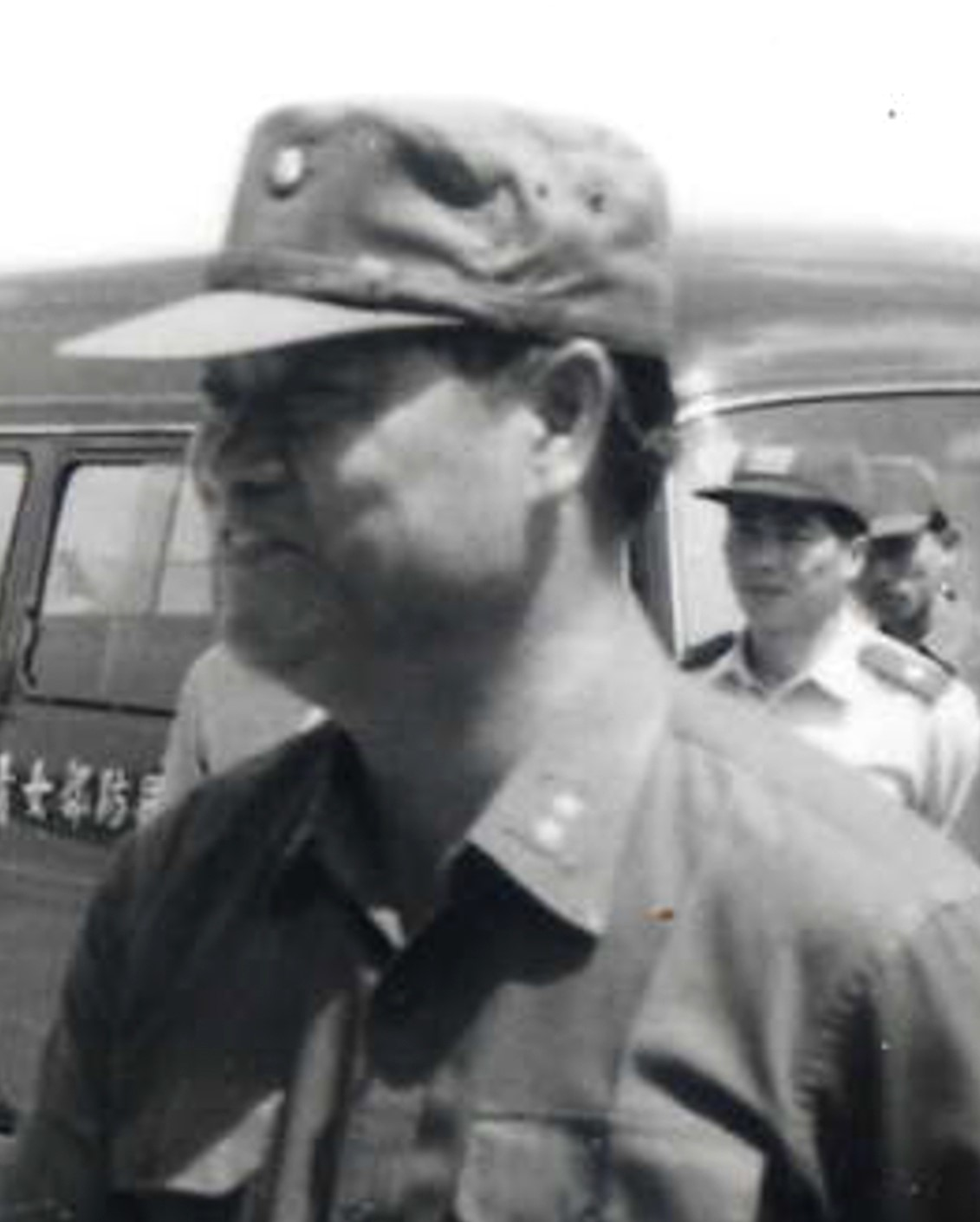
福建省政府主席：顏忠誠

### 成員變動

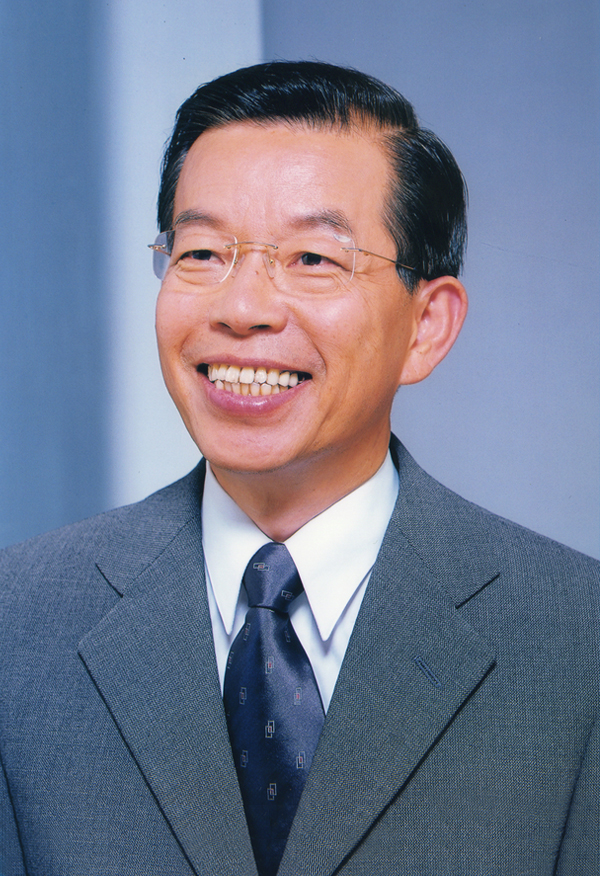
行政院院長：謝長廷（內閣總辭）
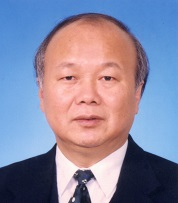
臺灣省政府主席：林光華（辭職）

## 大事記

### 1月
- 1月1日，蘇澳籍漁船曾金順206號，在台灣東北海域暫定執法線附近，遭日本水產廳取締追逐，漁船及六名船員遭到扣押，日方並要求新台幣130萬的保證金。
- 1月1日，全國25縣市同步實施垃圾強制分類，垃圾必須分為資源、廚餘及一般垃圾三類，1至3月為勸導期，4月1日起將全面開罰。
- 1月4日，基隆市長許財利因涉嫌基隆市公車處購地弊案，經基隆地檢署複訊後，以新台幣250萬元交保。
- 1月6日，臺北縣警察局爆發員警集體索賄弊案，檢警兵分多路搜索新莊分局及電玩店等處，三名員警及五名電玩業者於7日聲押獲准，案情有向上發展的可能。
- 1月12日，台灣航勤高雄分公司工會因薪資爭議調解不成，投票通過若再未獲資方善意，將於28日（除夕）起發動無限期罷工。
- 1月12日，立法院通過九十五年度中央政府總預算案，歲出部分遭刪減達新台幣364億元，創下十年新高，行政院、考試院、銓敘部等部會預算遭凍結三分之二。行政院已表示將對部分預算提出覆議。
- 1月14日，阿羅哈客運因堅拒搬進國道客運轉運站，仍在位於台北車站管制區的承德路站發車，清晨遭台北市政府交通局強制斷水斷電。
- 1月15日，阿羅哈客運，下午搬入國道客運台北總站。
- 1月15日，民進黨黨主席補選舉行投票，由游錫堃當選新任黨主席。
- 1月15日，自1973年起開業的光華商場，因光華橋將於29日拆除，最後一天在橋下營業，18日將遷往臨時攤棚重新開幕。
- 1月16日，世界棒球經典賽中華棒球代表隊30人國手名單揭曉，並另外為王建民、郭泓志、陳金鋒、彭政閔四名球員保留參賽名額。
- 1月17日，行政院長謝長廷請辭獲准，將於23日宣布內閣總辭。
- 1月17日，旅美導演李安所導之《斷背山》，榮獲第63屆金球獎最佳影片、最佳導演等四項大獎。
- 1月19日，總統陳水扁宣布由蘇貞昌接任行政院長。
- 1月22日，九十五學年度大學學科能力測驗登場，共有16萬餘名考生參加。
- 1月22日，北宜高速公路頭城—蘇澳段通車。
- 1月23日，遭停職的台東縣長吳俊立在行政訴訟遭台北行政法院裁定敗訴後，宣布辭去縣長職務，台東縣長將在三個月內舉行補選。
- 1月25日，新任行政院長蘇貞昌、副院長蔡英文及多名新任部會首長正式上任。
- 1月29日，台北市政府遷移光華陸橋及光華商場。
- 1月31日，旅美導演李安所導的《斷背山》榮獲第78屆奧斯卡金像獎最佳影片、最佳導演等八項提名。

### 2月
- 2月1日，林義傑榮獲第一屆世界極地超級馬拉松冠軍。
- 2月5日，《性騷擾防治法》正式實施。
- 2月10日，高速公路電子收費系統下午兩點正式開通。
- 2月14日，旅美棒球選手王建民宣布將不會代表台灣參加世界棒球經典賽。教練團同日宣布，將三十人名單中的彭政閔、鄭錡鴻換下，由蔡英峰、陳偉殷遞補，並將爭取由不在六十人名單的林岳平遞補王建民的空缺。
- 2月17日，台南市警方在開槍制服持刀襲警的精神病患時，流彈不慎擊斃在六樓自宅陽台觀看的14歲少女。
- 2月18日，日前遞補入選經典賽30人名單的旅日棒球選手陳偉殷所屬球團中日龍隊表示陳偉殷將不會參賽，教練團決定由張家浩入替。
- 2月21日，經濟部宣布桃竹苗地區即日起實施第一階段限水，馬祖地區直接進入第二階段限水。
- 2月22日，台北捷運悠遊卡販賣機停止販售軍警學生卡。
- 2月23日，陳金鋒確定退出經典賽台灣隊，教練團決定由許文雄遞補。
- 2月24日，2004年三二一高雄地院滋擾案，高雄地方法院依首謀聚眾妨害公務罪，判處立委邱毅有期徒刑一年六個月，不得緩刑。
- 2月24日，台北高等行政法院裁定撤銷遠通電收的高速公路電子收費系統最優申請人資格，次優申請人台灣宇通表示將爭取遞補為最優申請人。
- 2月25日，受石門水庫排砂影響，原水濁度暴增至四萬多度，臺北縣及桃園縣部分地區晚間無預警停水。
- 2月27日：中華民國總統陳水扁正式宣布“終止”無法源依據的國家統一綱領之適用及國家統一委員會之運作。
- 2月28日，新竹縣長鄭永金因涉嫌利用縣府核發建照時收賄，遭新竹地檢署傳喚並聲請羈押，最後以新台幣100萬元交保候傳。

### 3月
- 3月3日，台灣隊在日本東京巨蛋參加世界棒球經典賽A組（亞洲區）預賽，首戰對上南韓隊，力拚九局後以0：2敗北。
- 3月4日，台灣隊在日本東京巨蛋參加世界棒球經典賽A組（亞洲區）預賽，第二戰對上日本隊，以3：14在第七局慘遭提前結束比賽，確定無法晉級八強賽。
- 3月5日，台灣隊在日本東京巨蛋參加世界棒球經典賽A組（亞洲區）預賽，最後一戰對上中國隊，旅美球員陳鏞基敲出經典賽史上第一支滿壘全壘打，以12:3獲得首勝，獲得分組第三名。
- 3月5日，旅美導演李安所執導的《斷背山》，榮獲第78屆奧斯卡金像獎最佳改編劇本、最佳原創配樂獎；李安本人也榮獲最佳導演獎，成為第一位獲得此獎的亞洲導演。
- 3月6日，教育部宣布，九月起國小二年級課本將恢復教授九九乘法表。
- 3月7日，台北地方法院裁決，航發會修改章程資助台灣高鐵新台幣45億元有重大瑕疵。
- 3月8日，衛生署藥物審議委員會作出決議，將取消有致癌風險的碘化甘油類祛痰藥的製藥許可，現有藥品半年後亦須停止販售。
- 3月10日，台鐵1073次自強號列車凌晨1時06分在崇德—新城間，撞上五名在鐵軌上施工的台鐵工程人員，五人全部當場死亡，為台鐵有史以來最嚴重的工安事件。局長徐達文為此事件請辭獲准。
- 3月12日，從日本來台參加埔里長住計畫的中村伸大夫婦，透過媒體表示埔里空氣差、水質不好，將於4月14日離台。
- 3月12日，三一九槍擊事件主嫌陳義雄的妻子翻供，聲稱偵訊時遭警員恐嚇，以及警方引導家屬錄製道歉錄影帶，並要求重新審理此案件。不過刑事局次日亦公佈偵訊過程錄影，反駁指控。
- 3月13日，掛牌上櫃四天的益通光能股價中場衝破千元，成為睽違十多年的千元「股王」。
- 3月15日，台鐵屏東線之平快車正式停駛。
- 3月16日，台鐵列車大改點，共計449次列車調整班次。
- 3月17日：台灣大同公司董事長林挺生先生請辭，由林蔚山先生接任董事長兼任總經理。
- 3月22日，馬英九訪美，強調臺海兩岸維持現狀。
- 3月23日，南迴線鐵路列車出軌案中死者－越南籍女子陳氏紅琛，其丈夫李雙全自殺身亡。
- 3月31日：中華民國行政院農委會宣佈熊貓來台案，審查未過。

### 4月
- 4月1日，台東縣傍晚18:02發生規模6.4的地震，台灣全島及澎湖均可感受到震動，台東市震度達到六級。
- 4月6日，總統陳水扁晚間正式批准因桃色醜聞請辭的司法院大法官兼副院長城仲模的辭呈。
- 4月7日，台灣面板產業龍頭友達光電正式宣布合併廣輝電子，估計其合併後的產能將達到全球的22%，躍居世界第一。
- 4月11日，立法院行使檢察總長謝文定人事案同意權，因泛藍黨團以領票但不投票方式杯葛，以三票之差未獲通過。
- 4月14日，台灣第三顆研究衛星福衛三號於美國范登堡空軍基地順利發射升空。
- 4月15日，中華民國向美國採購的兩架E-2K空中預警機，上午於屏東空軍基地正式成軍，同時空軍亦舉行空中分列式與“雷虎小組”空中特技表演。
- 4月19日，前宜蘭縣長、前法務部長陳定南證實罹患肺癌第三期。
- 4月20日，臺北縣政府宣布捷運環狀線第一階段工程將放棄BOT，改委由台北市捷運局興建，通車時間預估將延後至2013年。
- 4月25日，因懷疑國科會在高鐵南科減振計畫中涉嫌圖利廠商，台南地檢署派員指揮警調同步搜索國科會、南科及得標廠商。
- 4月26日，聯合報記者高年億就股市禿鷹勁永案出庭作證時，因拒絕透露新聞來源遭台北地方法院裁定罰款新台幣三萬元。
- 4月28日：美國「自由之家」發表去年全球新聞自由度評比報告，臺灣新聞自由度名列第三十五名，首度與日本並列亞洲第一。中國被評為「不自由」國家，排名為一百七十七名。

### 5月
- 5月4日，總統陳水扁展開“和平永續，邦誼永固”之旅，訪問友邦巴拉圭、哥斯大黎加。去程確定過境阿拉伯聯合大公國，而非預定的美國阿拉斯加。
- 5月4日，宏達電股價創下該公司上市以來歷史新高，達1220元（每張1000股要價新台幣122萬元），為台灣股市歷年第二高價。
- 5月5日，環保署環境影響評估委員會投票通過北宜高速公路坪林行控專用道有條件開放一般車輛通行，未來每日最多開放4000車次進入。
- 5月10日，大同公司總裁林挺生逝世，享年88歲。
- 5月10日，總統陳水扁結束“和平永續，邦誼永固”之旅，返程仍堅持不過境美國，在多明尼加落地加油後，直飛北非非邦交國利比亞旋風過境訪問。
- 5月11日：瑞士洛桑國際管理學院（IMD）發佈《2006年世界競爭力黃皮書》，美國排名第一，香港排名第二，臺灣排名第18位；中國排名第19位，其升幅位列參與排名的61個經濟體之首。
- 5月12日，金管會主委龔照勝因涉及台糖三起弊案，於11日遭到約談並以新台幣50萬元交保候傳；行政院宣布即日起將龔照勝停職，並移送公懲會懲戒。
- 5月16日，中央氣象局於下午17:30分發布今年第一號颱風珍珠的海上颱風警報。
- 5月17日，中央氣象局於凌晨2:30分發布今年第一號颱風珍珠的海上陸上颱風警報，陸上警戒範圍為澎湖、金門。下午14:30分及17:30分，警戒範圍擴大至台南以北及馬祖地區。
- 5月18日，總統陳水扁親家趙玉柱疑似涉入台開股票內線交易，總統陳水扁表示支持檢調單位盡速查明。
- 5月23日：世界衛生大會中美國、加拿大、蒙古、日本與澳洲等國發言，讚賞台灣提前實施「國際衛生條例」（IHR），並支持世界衛生組織（WHO）將臺灣納入全球禽流感防疫體系。
- 5月30日，立法院95年度第一會期結束，受兩岸人民關係處理條例「直航條款」協商破裂影響，包括國營事業預算案、政府總預算解凍案、擴大公共建設預算案、治水特別預算案等，共計新台幣2.7兆的預算未獲通過。
- 5月31日，台北捷運板橋線第二階段「新埔－府中」及土城線於下午一點正式通車。

### 6月
- 6月1日，長期跟隨總統陳水扁的總統府副秘書長馬永成，及國安會諮詢委員林錦昌請辭獲准。
- 6月10日，梅雨鋒面持續滯留台灣，中央氣象局連續第16天發布豪雨特報，台灣各地淹水、土石流災情頻傳，多處交通中斷。
- 6月12日，梅雨鋒面持續滯留台灣，中央氣象局連續第18天發布豪雨特報，台灣各地淹水、土石流災情頻傳，多處交通中斷，農業損失高達新台幣七億元以上。
- 6月15日，前行政院長謝長廷正式宣佈代表民進黨參選年底的台北市長選舉。
- 6月16日，施工長達十五年的國道五號蔣渭水高速公路通車，雪山隧道成為全球最長的雙孔公路隧道。
- 6月17日，空軍台東志航基地一架F-5F戰鬥機上午在嘉義基地進行轉場訓練時不幸墜毀，正駕駛周傑偉殉職，副駕駛夏文裕受傷，失事原因疑為鳥擊所導致。
- 6月20日：總統陳水扁發表電視演說，以向全民報告的方式回應由立法院啟動的罷免總統程序，並重申總統不向立法院答辯。
- 6月23日，台灣兆豐金控董監事改選，最後結果為官股七席、民股六席，行政院確保該家銀行的經營權與收益權。
- 6月26日，中正機場捷運正式動工，預計三重—機場段將於2010年年底完工通車。
- 6月27日，立法院臨時會就罷免陳水扁總統案進行投票表決，結果為贊成119票、無效票14票，未能通過三分之二（148票）的門檻，罷免案闖關失敗。
- 6月29日，財政部長呂桔誠請辭獲准，行政院宣佈由經濟系主任何志欽接任。

### 7月
- 7月4日，高雄港海關查扣兩只從坦尚尼亞轉往菲律賓的貨櫃，其中一只貨櫃被起出484支象牙，總重2,154公斤，為台灣歷年來所破獲最大宗的象牙走私案。
- 7月6日，中央研究院第26屆新科院士名單揭曉，共計有15人當選新任院士，其中美國哥倫比亞大學退休教授夏志清以85歲高齡當選人文及社會科學組院士，創下中研院最高齡當選院士紀錄。
- 7月10日，台開案偵查終結，趙建銘遭檢察官以違反《證券交易法》起訴，具體求處8年有期徒刑，並以新台幣1,000萬元交保。
- 7月12日，中央氣象局發布輕度颱風碧利斯的海上陸上颱風警報，台灣各地區及附近海域均列為警戒範圍。
- 7月15日，中央氣象局解除輕度颱風碧利斯的海上陸上颱風警報，台灣中南部地區受颱風引進西南氣流影響出現豪雨或超大豪雨，淹水災情頻傳。
- 7月20日，國軍漢光22號演習於宜蘭舉行，愛國者二型飛彈、魚叉飛彈首次於國內舉行試射。
- 7月20日，內政部政次顏萬進因涉及北投空中纜車BOT弊案，遭台北地方法院裁定收押禁見，行政院已准予辭職。
- 7月21日，司法院大法官做出第613號解釋，指出《國家通訊傳播委員會組織法》第四條第二款中，其委員由立法院政黨比例方式產生之規定違憲，至遲應於2008年12月31日失其效力。
- 7月23日，中央氣象局發布中度颱風凱米的海上陸上颱風警報，其暴風圈預計將於25日籠罩全台。
- 7月28日，喧騰一時的南迴鐵路連續破壞案偵查終結，被告李泰安因多次破壞大眾運輸系統、圖謀殺害親人詐領保險金且無悔意，遭檢方具體求處死刑，已自殺的胞弟李雙全則獲不起訴處分。
- 7月31日，消保會宣佈市售現煮咖啡自8月1日起必須標示咖啡因含量，星巴克、IS COFFEE等連鎖咖啡店表示配合。

### 8月
- 8月3日，最高行政法院判決撤銷遠通電收的高速公路電子收費系統的最優申請人資格，高公局依法必須與其解約並重新招標，成為首件BOT最優申請人資格被撤銷的案例。
- 8月4日，行政院宣佈部份內閣人事異動名單，經濟部長黃營杉請辭獲准，由政務次長陳瑞隆接任；金管會主委由委員施俊吉接任，研考會主委由代理主委施能傑真除。
- 8月6日，外交部凌晨零時發表聲明，宣佈中華民國（台灣）與查德斷絕外交關係，停止一切援助計畫，同時對中國打壓台灣外交空間的作為表示強烈譴責；原訂行政院長蘇貞昌出訪查德、參加德比總統就職典禮的計劃也告中止。
- 8月7日，交通部長郭瑤琪宣布為ETC弊案請辭，政務次長蔡堆亦跟進請辭，行政院長蘇貞昌表示將全力慰留。
- 8月8日，95學年度大學入學考試分發放榜，錄取率高達90.93%，再創歷史新高。
- 8月8日，中央氣象局於14時30分發布今年第九號颱風寶發的海上陸上颱風警報，對台東、屏東、高雄、澎湖地區構成威脅，台灣東部、東北部、北部山區亦將有局部性豪大雨產生。
- 8月9日，今年第九號颱風寶發於凌晨3:20分自台東成功登陸，7:20分自台南出海，中央氣象局於14:30分解除其颱風警報；另外在稍早的11:30分則發布第八號颱風桑美的海上陸上颱風警報，警戒範圍為苗栗以北、宜蘭、馬祖。
- 8月12日，施明德在台北市二二八紀念公園發起「百萬人民反貪腐運動」，要求所有支持這個運動的參與者，以「一人一百元承諾金」的劃撥授權，表達百萬人民要求陳水扁總統下台的決心。原預計一個月達成目標，竟在短短7個工作天內，匯入一億一仟零二十九萬元，即110多萬公民數的授權允諾。
- 8月15日，桃園地檢署偵辦中正國際機場噪音補助費弊案，民用航空局局長張國政遭到約談，訊後以新台幣100萬元交保，同案已有數名官商遭到收押。
- 8月16日，旅美棒球選手王建民發表親筆公開信，對部分台灣媒體報導其身世背景及追逐採訪其家人表示感到極大壓力，宣佈即日起不再接受任何台灣媒體採訪。
- 8月17日，日本相撲協會帶領42位相撲力士訪問台灣進行巡演活動，將於19、20日兩天進行比賽。
- 8月19日，台北捷運松山線舉行動工典禮，預計將於2013年完工通車。
- 8月28日，第40屆國際少年運動會閉幕，台灣台北市代表隊獲得六金一銀兩銅，在參賽的八十三個城市中名列第五；大會同時將在26日游泳項目頒獎典禮上遭中國北京市代表隊公然搶奪的兩面中華民國國旗歸還。
- 8月29日，國防部公佈九十五年度國防白皮書，首次證實中國戰機、軍艦在1996年總統選舉後，出現大量跨越台灣海峽中線或侵入台灣經濟海域的情形。
- 8月30日，台灣旅美棒球選手王建民出戰老虎隊，以2比0拿下此場勝投，並以16勝的成績追平日籍強投野茂英雄的單季最佳成績，直追南韓投手朴贊浩的18勝亞洲紀錄。同時也追上當時MLB最多勝的哈勒戴，並列聯盟勝投王。

### 9月
- 9月1日，美國國務院發布聲明指出，美國政府正式同意台灣總統陳水扁在9月6日，由諾魯返回台灣時過境關島的需求。東森新聞網（页面存档备份，存于）
- 9月6日，中央研究院副院長賴明詔，生物醫學科學研究所長陳垣崇、數學所長劉太平與中研院院士、國立中央大學校長李羅權等四人，獲發展中世界科學院（The Academy of Developing World,TWAS）評選為院士，另外，前交通大學校長張俊彥獲頒發展中世界科學院2006年工程科學獎。中研院新聞稿[]
- 9月8日，效力於洛杉磯道奇隊的旅美球員郭泓志生涯首次先發，面對紐約大都會隊，六局投出7次三振、3次四壞球，被擊出三支安打無失分，獲得生涯首勝，率領道奇以5:0擊敗大都會。
- 9月9日，前立法院委员施明德推動百萬人民倒扁運動，率領三十萬反貪腐人民在總統府前的凱達格蘭大道發起日以繼夜的靜坐活動，要求陳水扁總統下台，恢復普世的民主及道德價值。
- 9月13日，台灣第14度申請加入聯合國的提案再度被排除在大會議程之外。
- 9月15日，百萬人民反貪倒扁運動總部發動「915螢光圍城」遊行，據估計約75萬民眾穿著紅衣繞行總統府、台北車站、玉山官邸，活動至午夜和平結束。
- 9月18日，北宜高頭城收費站自凌晨0時起開始收費。
- 9月21日，基隆地方法院宣判，基隆市長許財利在基隆市公車處購地弊案中，被依貪汙治罪條例圖利罪，處7年有期徒刑、褫奪公權8年。Yahoo奇摩新聞[]
- 9月23日，王建民出戰魔鬼魚隊，以4:1獲得勝投，以18勝的成績追平南韓投手所保持的大聯盟亞洲籍投手單季最多勝投紀錄，同時也與雙城隊的桑塔那（Johan Santana）並列大聯盟勝投王。
- 9月25日，中國時報在頭版頭條新聞中指出民進黨主席游錫堃曾發表「倒扁就是中國豬」的言論，引起游錫堃強烈不滿，前往台北地檢署控告中國時報妨害名譽。
- 9月27日 ，王建民出戰金鶯隊，以獲得16:5勝投，以19勝的成績締造大聯盟亞洲籍投手單季最多勝投紀錄，同時再度與雙城隊的桑塔那（Johan Santana）並列大聯盟勝投王。
- 9月28日，明基電通(BenQ)宣佈自BenQ Mobile德國子公司撤資，向德國法院聲請「無力清償保護」，以結清一年來高達新台幣270億元的虧損。
- 9月29日，行政院晚間宣布政府機關及人員於10月9日調整放假一天，10月14日補上班；金管會亦宣佈金融業比照辦理。
- 9月30日，旅日棒球選手張誌家因近兩年因傷表現不振，未在一軍出賽，遭西武獅隊發出戰力外通知（解約）。

### 10月
- 10月3日，旅美棒球選手王建民於季後賽先發出戰底特律老虎隊，主投6.2局被擊出8支安打失3分，投出4次三振、1次四壞球，率領洋基以8:4擊敗老虎，獲得季後賽首勝，同時成為第一位於大聯盟季後賽獲得勝投的亞洲籍投手。
- 10月5日，旅美棒球選手郭泓志生涯首度於季後賽先發，出戰紐約大都會隊，主投4.1局被擊出4支安打失2分，投出4次三振、2次四壞球，道奇以1:4不敵大都會，郭泓志苦吞敗投。
- 10月10日國慶大典，反對黨及無黨籍立法委員在陳水扁先生發表演說時拉起紅布條要求陳水扁先生立即辭職下台。
- 10月10日，前民進黨主席施明德推動百萬人民倒扁運動，率領近百萬反貪腐人民穿著紅衣繞行總統府、台北車站、玉山官邸，要求陳水扁總統下台，恢復普世的民主及道德價值。
- 10月16日，衛生署正式核准第一支子宮頸癌疫苗「嘉喜」在台灣上市，接種對象主要為九到二十六歲女性。
- 10月18日，中國輸台大閘蟹被驗出含有致癌性的禁用抗生素「硝基呋喃」，即日起停止民眾自行攜帶大閘蟹進口措施。
- 10月19日，中央研究院院士翁啟惠接替李遠哲出任第九任中研院院長，三位新任副院長則分別為院士劉翠溶、劉兆漢、王惠鈞。
- 10月20日，由於勞氏驗船協會未能如期交出關鍵的獨立驗證與認證報告(IV&V)，台灣高速鐵路確定無法於31日正式通車。
- 10月22日，第二屆台北101國際登高賽在台北101開跑，帝國大廈冠軍魁克（Paul Crake）與梅爾（Andrea Mayr），分別在男子組與女子組的菁英比賽中，各以10分31秒57與13分28秒70持續蟬聯冠軍。
- 10月25日，2006年中華職棒總冠軍戰結束，La New熊隊以四連勝擊敗統一獅隊，奪得中華職棒十七年總冠軍，陳金鋒獲選最有價值球員。La New熊將代表台灣赴日參加2006年亞洲職棒大賽。
- 10月29日，高雄都會區鐵路地下化工程舉行動工典禮，將有9.75公里的鐵路地下化，並配合捷運化增設內惟、美術館等六座鐵路車站，預定2015年完工。
- 10月30日，誠泰COBRAS隊宣布其隊中的王牌投手林恩宇將加盟日本職棒東北樂天金鷹隊。

### 11月
- 11月1日，中油自凌晨0時起調漲油價，每公升汽油、柴油均調漲0.3元，台塑亦於上午10時跟進調漲，漲幅與中油相同，是自浮動油價實施以來首次調漲。
- 11月1日，台灣鐵路管理局進行大幅度列車改點，共計影響列車超過200班次，同時將電聯車改名為「區間車」，並新開區間快車。
- 11月3日，國務機要費案偵察終結，檢方認定總統陳水扁與其妻吳淑珍涉嫌貪污及偽造文書罪。吳淑珍等4人被提起公訴。
- 11月4日，中央銀行公佈十月底台灣外匯存底共為2618億2100萬美元，創下歷史新高，並仍僅次於中華人民共和國與日本排名世界第三。
- 11月5日，多明尼加台灣留學生遭到槍擊，造成兩死兩傷，當地警方已於6日逮捕四名嫌犯，案發原因疑似為車禍糾紛。
- 11月7日，衛生署國民健康局公佈一份與國際合作的調查報告，指出台灣13歲以上人口運動量在世界各國中排名倒數第一，在男性組排名倒數第二，女性組倒數第三。低活動量人口比例佔38%，遠高於國際平均的17%。
- 11月8日，中油自凌晨0時起調漲油價，每公升汽油調漲0.4元、柴油0.5元，台塑亦於上午11時跟進調漲，漲幅與中油相同，是自浮動油價實施以來第二次調漲。
- 11月9日，2006年洲際盃棒球賽開打，中華隊出師不利，以3:13敗給義大利隊，是有史以來敗給義大利隊的最大差距。
- 11月9日，2006年亞洲職棒大賽開打，台灣代表La New熊隊首戰以12:2提前結束中國之星隊。
- 11月10日，行政院公佈明年行政機關節假日，確定春節將有九天連假，清明節、端午節、中秋節亦有四天連假，並確定上述節日的「彈性放假及補上班」原則。
- 11月10日，2006年亞洲職棒大賽第二天，台灣代表La New熊隊迎戰日本代表北海道日本火腿鬥士隊，力拼九局後以1:2敗北，戰績一勝一敗。
- 11月11日，2006年亞洲職棒大賽第三天，台灣代表La New熊隊迎戰韓國代表三星獅隊，終場以3:2力克三星獅，以兩勝一敗的戰績挺進冠軍戰。
- 11月11日，2006年洲際盃棒球賽第三天，中華隊出戰澳洲隊，終場以4:2擊敗澳洲，獲得在本屆洲際盃的首場勝利。
- 11月12日，La New熊隊在2006年亞洲職棒大賽冠軍戰迎戰日本代表北海道日本火腿鬥士隊，終場以0:1落敗，獲得亞軍及三千萬日圓獎金。
- 11月16日，台灣女排隊在2006年世界女子排球錦標賽九至十二名排名賽中，以0:3不敵德國隊，獲得第12名，為參賽以來的最佳紀錄。
- 11月16日，遠東航空306號班機在南韓濟州島空域疑似因空中接近而緊急下降，造成16名乘客及5名機組員輕重傷。
- 11月16日，2006年洲際盃棒球賽預賽最後一天，中華隊靠著張泰山的兩分全壘打，及投手增菘瑋、耿伯軒的優異投球表現，以4:3擊敗古巴隊，為隊史第四次擊敗古巴隊，同時以四勝三敗，預賽第四名的成績晉級複賽。
- 11月16日，台灣女排隊在2006年世界女子排球錦標賽九至十二名排名賽中，以0:3不敵德國隊，獲得第12名，為參賽以來的最佳紀錄。
- 11月16日，遠東航空306號班機在南韓濟州島空域疑似因空中接近而緊急下降，造成16名乘客及5名機組員輕重傷。
- 11月18日，2006年洲際盃棒球賽四強賽，中華隊再度遭遇古巴隊，最後以4:5落敗，僅能與日本隊爭奪季軍。
- 11月19日，2006年洲際盃棒球賽季軍戰，中華隊靠著陽建福、增菘瑋的優異投球，加上張泰山、陽仲壽的全壘打，最後以4:0擊敗日本隊，睽違23年後再度獲得季軍。
- 11月20日，2009年世界運動會Logo正式公開發表。
- 11月24日，台北地方法院一審宣判國民黨立法委員何智輝因涉及苗栗工程弊案與竹科銅鑼基地施工獎勵金弊案，以貪污、背信等罪行判處有期徒刑十九年、褫奪公權八年，並追繳不法所得二億二千多萬元。
- 11月25日，2006年金馬獎頒獎典禮舉行，《父子》勇奪最佳劇情片大獎，男主角郭富城蟬聯影帝，《如果·愛》導演陳可辛獲得最佳導演，女主角周迅獲得影后榮銜。
- 11月29日，台北市復興北路穿越松山機場車行地下道正式通車，大幅縮短中山區與松山區的交通距離，也是全球首座以「毛毛蟲工法」在營運中機場跑道下方施工的車行地下道。
- 11月30日，民生報最後一日發行，自翌日起停刊。

### 12月
- 12月1日，台北捷運忠孝復興站（南港線）、台北車站（南港線與淡水線）月台閘門，以及淡水線（高架段除劍潭─芝山外、平面段、上下坡段）、木柵線高架段隔音牆設備正式啟用。
- 12月1日，La New熊隊左投吳偲佑正式簽約加盟日本職棒千葉羅德海洋隊，兩隊同時也正式簽署合作協議，針對球隊戰力、訓練及經營進行交流。
- 12月3日，高雄市鼎金國小家長會親子出遊，搭乘遊覽車在台南縣南188線梅嶺路段翻車，造成21人死亡、24人輕重傷，是台灣20年來死傷最慘重的遊覽車車禍。
- 12月7日，多哈亞運台灣成棒隊於棒球項目決賽中，以8:7擊敗日本隊，奪下自從棒球於1994年列入亞運正式項目後，12年來的首面金牌。林智勝於九局下，一出局，二、三壘有人時，適時擊出2分打點「再見安打」，幫助球隊最終以逆轉獲勝收場。
- 12月7日，力晶半導體與日商爾必達宣布將合資在台灣設置四座12吋晶圓廠，總投資金額達新台幣4500億元，為台灣史上最大外資投資案。
- 12月9日，2006年北高市長及市議員選舉舉行投票，台北市長由中國國民黨候選人郝龍斌當選，高雄市長由民主進步黨候選人陳菊當選，兩市市議員則大致維持藍大綠小的局面。

- 12月12日立法院院會三讀通過「教育基本法」修正案，明文禁止學校體罰學生，對學生受教權、身體自主權及人格發展權遭受侵害時，賦予救濟管道，為全世界第109個禁止校園體罰的國家。
- 12月14日，2006年多哈亞運台灣女籃隊在金牌戰以59:90敗給中國女籃隊，獲得銀牌，為參加亞運以來的最佳成績。此面銀牌同時也是本屆台灣代表團的最後一面獎牌。
- 12月15日，2006年亞洲運動會閉幕，運動員總計獲得9金10銀27銅，在獎牌榜上名列第九，為近三屆表現最不理想的一屆。
- 12月17日，ING臺北國際馬拉松於臺北市政府廣場起跑
- 12月24日，馬爾他籍貨輪吉尼號（Tzini）清晨於蘇澳外海擱淺，至少有110公噸燃油外洩。
- 12月24日，台灣高速鐵路板橋—左營段獲得交通部同意核發營運許可。
- 12月25日，新任台北市長郝龍斌、高雄市長陳菊、第十屆台北市議員、第七屆高雄市議員正式上任。
- 12月26日，台灣屏東縣恆春西南方近海發生芮氏規模6.7的強烈地震，造成2死45傷，同時多條通過台灣的國際主要海底電纜因此中斷，導致東亞區內網際網路、國際電話服務受阻。
- 12月29日，台北富邦銀行公益彩券發行權到期，2007年起由中國信託商業銀行接續發行「台灣彩券」。總計公益彩券在發行的五年間，總銷售量約新台幣4055億餘元。

## 節日及主題

### 1月
- 1月1日：元旦
- 1月27日：小年夜
- 1月28日：農曆除夕
- 1月29日：春節
- 1月30日：農曆年初二

### 2月
- 2月14日：西洋情人節
- 2月28日：和平紀念日

### 4月
- 4月5日：清明節

### 5月
- 5月1日：國際勞動節
- 5月14日：母親節
- 5月31日：端午節

### 8月
- 8月8日：父親節、中元節

### 9月
- 9月3日：軍人節
- 9月21日：防災日
- 9月28日：教師節

### 10月
- 10月6日：中秋節
- 10月10日：中華民國國慶

### 12月
- 12月25日：聖誕節、行憲紀念日

## 出生
参见： 2006年出生
- 2月21日——丁子涵：花式滑冰運動員。
- 4月26日——
  - 邱苡晰：演員，是邱苡媃之姊。
  - 邱苡媃：演員，是邱苡晰之妹。
- 5月21日——古峻旭：棒球運動員。
- 8月26日——林宥綸：演員。
- 9月16日——哥布林：YouTube網紅。
- 10月3日——駱炫銘：演員。
- 10月30日——林恩宇：籃球運動員。
- 11月5日——蔡博仲：棒球運動員。
- 12月10日——陳玄家：演員。
- 12月26日——徐靖恩：圍棋棋士。
- 12月28日——溫玄煜：演員，是溫玄燁之弟。

## 逝世
- 1月1日——不浪·尤幹，台灣歌手、音樂製作人。
- 1月1日：黃建福，37歲，台灣原住民歌手。
- 1月13日——李俊仁，台灣醫學家，是從美國引進器官移植技術的醫生。
- 1月16日：洪金生，88岁，前台灣女子篮球教练。中時電子報
- 2月13日：逯耀東，74歲，台灣歷史學家。
- 2月15日：孫運璿，93歲，中華民國總統府資政、前行政院長。
- 2月15日：金滔，66歲，台灣資深藝人。
- 2月22日——陳實忻，台灣業餘無線電玩家，是第一個領有呼號的業餘無線電人員。
- 3月9日——陳旺欉，台灣歌仔演員。
- 3月13日——李厚高，台灣政治人物。
- 3月24日：羅曼菲，51歲，台灣舞蹈家。
- 3月28日——林鑫，台灣漫畫家。
- 4月3日：葉雯，62歲，台灣資深藝人。
- 5月9日——陳勤，台灣畫家。
- 5月9日——葉笛，台灣作家、翻譯工作者。
- 5月10日：林挺生，88歲，台灣大同公司前董事長
- 5月23日——翁一銘，台灣企業家。
- 6月3日：倪文亞，105歲，台灣立法院前院長。
- 6月4日——吳桓，台灣編劇、導演、製作人及影視演員。
- 6月7日：琦君，89歲，台灣知名作家。
- 6月26日：高幸枝，63歲，台灣演員。
- 7月7日——蔡潔生，台灣企業家，是蔡英文之父。
- 7月19日：馬樹禮，98歲，前台灣駐日代表。
- 8月12日：郎棣，清華大學物理學系教授。
- 8月19日——劉耕谷，台灣畫家。
- 9月10日：張川田，62歲，台灣立法委員。
- 9月30日：胡品清，85歲，台灣翻譯家。
- 10月5日：王昇，92歲，前國防部總政戰部主任、前駐巴拉圭大使，江南案及陳文成命案之幕後黑手。
- 10月6日：韓宏裕，26歲，台灣消防員。
- 10月6日——楊慶順，台灣地方份子。
- 10月26日——李儒聰，台灣政治人物。
- 11月5日：陳定南，63歲，前宜蘭縣長、前法務部長。
- 11月14日——周恆，台灣教授，是國立中興大學水土保持學系創立人。
- 12月2日：李性蓁，38歲，筆名「藍絲絨」，台灣知名兩性作家。
- 12月5日——莊哲彥，台灣醫學家，是首位投入AIDS防治工作的醫生。
- 12月12日——鳳飛颺，台灣歌手，是鳳飛飛的胞弟。